# Eo biển Karimata
Eo biển Karimata là một eo biển rộng nối liền Biển Đông với biển Java, nằm giữa hai đảo Sumatra và Borneo ở Indonesia.
Eo biển này rộng khoảng 200 km nếu tính từ Borneo tới đảo Belitung. Đảo Belitung cách đảo Bangka ở phía tây bằng eo biển Gaspar rộng khoảng 80 km. Đảo Bangka nằm gần với bờ biển phía đông của đảo Sumatra, cách nhau bằng eo biển Bangka rộng khoảng 13–50 km tùy nơi. Quần đảo Karimata nằm trong eo biển này, ở phía đông bắc của đảo Belitung và gần với đảo Borneo (khoảng 60 km đường biển).